# 폭탄주

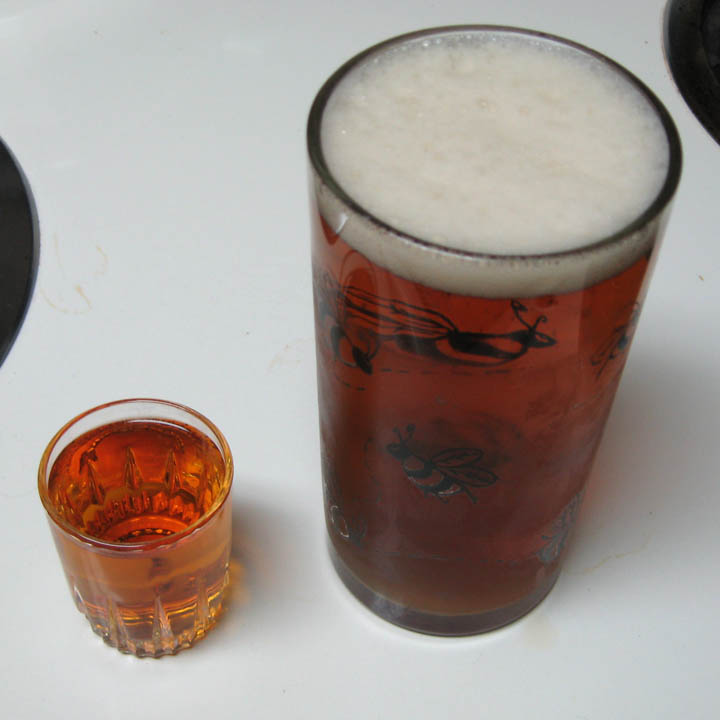
맥주와 위스키로 만드는 폭탄주인 보일러메이커.

폭탄주(爆彈酒, bomb shot)는 알콜도수가 강한 음료가 들은 작은 잔을 그보다 도수가 약한 음료가 들은 큰 잔에 빠뜨려 만드는 칵테일이다. 한국의 소맥, 영국의 보일러메이커, 아일랜드의 아이리시 카밤, 독일의 예거밤 등 전 세계적으로 발견되는 보편적인 음주문화다.  '폭탄주'라는 이름에 맞춰 양주잔에 따른 양주를 뇌관이라고 익살스럽게 부르기도 한다.
미국이나 러시아 등에서 폭탄주와 비슷한 방법으로 술을 마시는 경우가 있기도 하지만, 대한민국에서 큰 인기를 얻으면서 대한민국을 대표하는 술 문화의 하나로 자리잡았다. 특히 지나치게 술을 많이 마시거나, 술자리에서 강제로 술을 권하는 문화와 연관하여 폭탄주 문화를 비판하는 사람도 많다.

## 나라별 폭탄주

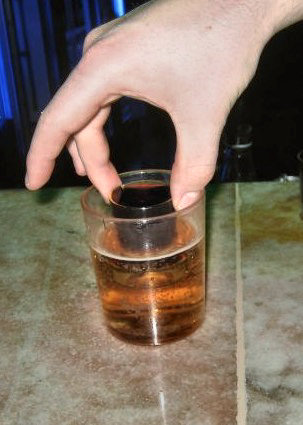
예거밤 만들기.

- 영국의 보일러메이커: 맥주에 스카치 위스키를 빠뜨린다.
- 미국의 플레이밍 닥터페퍼: 아마레토 또는 바카디 151에 불을 붙여 맥주에 빠뜨린다.
- 독일의 예거밤: 예거마이스터를 레드불 따위 에너지드링크에 빠뜨린다.
- 아일랜드의 아이리시 카밤: 기네스 흑맥주에 아이리시 위스키와 베일리스 또는 깔루아 등의 크림 리큐어를 빠뜨린다.
- 일본의 사케 밤: 맥주에 사케를 빠뜨린다.

### 대한민국
- 한국의 혼돈주: 탁주에 증류식 소주를 빠뜨린다.
- 한국의 소맥: 맥주에 희석식 소주를 빠뜨린다.